# Мосальб (приток Шварцбаха)
Мосальб (нем. Moosalb) — река в Германии, протекает по земле Рейнланд-Пфальц. Правый приток Шварцбаха. Длина реки — 25,8 км.
Во времена Римской империи по реке проходила граница провинции Белгика.
Вдоль реки проходит дорога Мосальббан, построенная в 1875—1913 гг.
Река протекает через долину Карльсталь, являющуюся природным заповедником. Вдоль реки проложен тематический гидрологический маршрут протяжённостью 33 километра.